# Mindre siren
Den mindre sirenen (Siren intermedia) är en ållik art i ordningen stjärtgroddjur.

## Beskrivning
Arten har en kraftig, slemmig och ålliknande kropp som är olivgrön till svartbrun med ljusare undersida samt med svarta och ljusa fläckar. Huvudet saknar tänder, men har näbbliknande bitytor. Huvudet har rödaktiga, buskiga yttre gälar. Könen är helt lika. Den saknar bakfötter och har små framfötter med fyra tår. Arten uppnår en längd mellan 18 och 68 centimeter.

## Utbredning
Den mindre sirenen finns från norra delarna av delstaterna Tamaulipas och Veracruz i Mexiko, över USA:s sydkust från östra Texas till centrala Florida, och via Mississippidalen norrut upp till södra Michigan.

## Vanor
Arten lever hela sitt liv i lugna, grunda och varma vatten med riklig vegetation, som diken, bäckar, bevattningskanaler och sankmarker. I vattensamlingar där den mindre sirenen och dess nära släkting armsalamandern delar utrymme, tenderar denna art att hålla sig till de surare delarna. Den är i huvudsak nattaktiv och tillbringar dagen gömd i bottenslammet eller under klippor och stenar. Födan består framför allt av bottenlevande djur som kräftdjur, snäckor, insektslarver och rundmaskar. Vissa forskare anser att även småfisk kan ingå i dieten, men det betvivlas av andra. Den längsta livslängden för ett exemplar i fångenskap är 7 år.

### Fortplantning
Litet är känt om fortplantningen, men den antas vara extern. Under tidig vår lägger honan mellan 12 och över 300 ägg i fördjupningar i bopttenslammet i de vattensamlingar hon lever i. Äggen kläcks efter omkring 1,5 till 2,5 månader. Ungen är könsmogen efter omkring 2 år.

## Status
Den mindre sirenen är klassificerad som livskraftig ("LC"), men litet är känt om populationsförändringarna. Det har konstaterats att lokala populationer har minskat eller försvunnit till följd av våtmarksförluster. Industriell utbyggnad och urbanisering betraktas som potentiella hot.